# Via paisagística

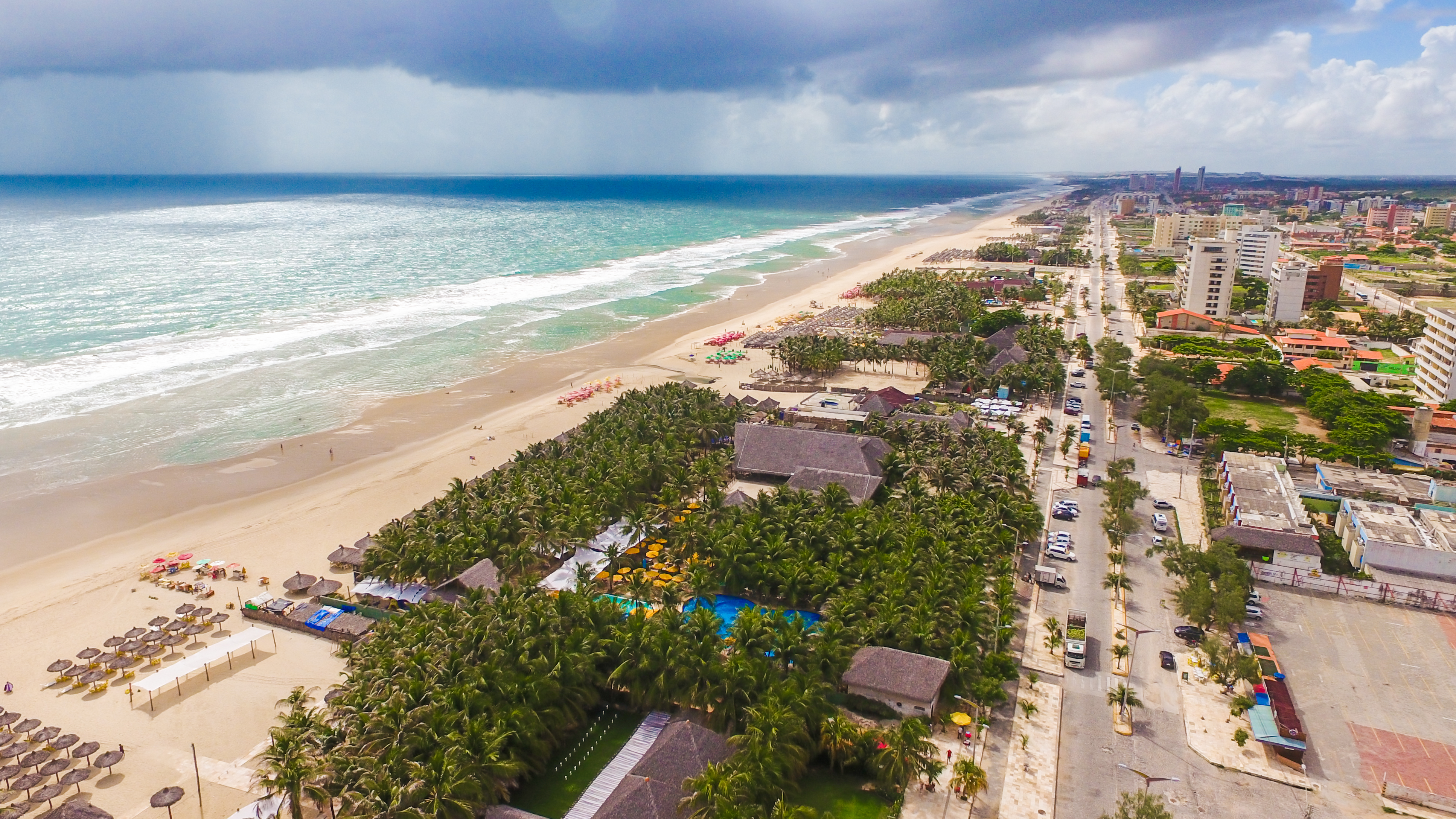
Avenida Clóvis Arrais Maia, uma via paisagística em Fortaleza, próxima à Praia do Futuro, um famoso destino turístico da cidade.

No Brasil, uma via paisagística é uma infraestrutura viária que combina mobilidade urbana com a valorização da paisagem natural, como parques urbanos, áreas protegidas e orlas marítimas.
Alguns municípios brasileiros definem vias deste tipo com diferentes nomes, como via parque em Brasília, via paisagística em Fortaleza e via paisagística e via panorâmica em Florianópolis.